# Цымбалюк, Виталий Иванович
Вита́лий Ива́нович Цымбалю́к (укр. Віта́лій Іва́нович Цимбалю́к, род. 26 января 1947) — советский и украинский учёный и врач-нейрохирург высшей категории, доктор медицинских наук (1986), профессор (1989), академик НАМН Украины (2010), президент Национальной академии медицинских наук Украины (2016), академик НАН Украины (2021). Заслуженный деятель науки и техники (1997), лауреат Государственных премий Украины (1996, 2002), премии АМН Украины (2003), премии Кабинета министров Украины (2016).

## Биография
Окончил с отличием Тернопольский мединститут в 1970 году. С 1970 по 1971 работал невропатологом в Межиричивской райбольнице Ровенской области. С 1971 г. в Институте нейрохирургии: клинический ординатор (1971—1973), ординатор (1973—1974), младший (1974—1979), старший научный сотрудник (1979—1986). Профессор кафедры нейрохирургии НМУ (1986—1993). Кандидат медицинских наук (1976), старший научный сотрудник (1980). В 1985 г. защитил докторскую диссертацию «Нейрохірургічне лікування спастичності у хворих з екстрапірамідною патологією».
Заместитель директора Института нейрохирургии имени академика А. П. Ромоданова АМН Украины (1990—2016), заведующий кафедрой нейрохирургии НМУ (с 1993), руководитель клиники восстановительной нейрохирургии (с 1988). Президент НАМН Украины (2016).
Организатор и руководитель нового направления в нейрохирургии — восстановительной нейрохирургии. Разработал и внедрил в клиническую практику новые нейрохирургические операции, направленные на возобновление нарушенных функций нервной системы и защищённые 36 авторскими свидетельствами на изобретения и патентами. Разработал технологию и впервые провёл нейротрансплантацию у больных с органическими поражениями нервной системы (детский церебральный паралич, апалический синдром, эпилепсия, последствия черепно-мозговой травмы и др.), изучает механизмы действия стволовых клеток. Внедрил в клинику отечественные электростимуляционные системы для лечения болевых синдромов, спастичности, эпилепсии.
Автор более 1000 научных работ, в том числе 59 книг (монографий, учебников, пособий, справочников). Подготовил 14 докторов и 59 кандидатов медицинских наук.
Основные направления научной деятельности: восстановительная нейрохирургия, функциональная и стереотаксическая нейрохирургия, нейрохирургия периферической нервной системы, нейротрансплантация, история нейрохирургии.
Вице-президент Украинской Ассоциации Нейрохирургов, член Всемирной и Европейской ассоциации нейрохирургов, Европейского общества функциональной и стереотаксической нейрохирургии, Европейского общества криохирургов, член исполнительного комитета Европейского общества нейрореабилитологов. Председатель хирургического экспертного совета ВАК Украины (1996—2000), директор Координационного центра трансплантации МЗ Украины (2002—2004), член Комитета по Государственным премиям Украины, заместитель главного редактора «Українського нейрохірургічного журналу», член редколлегии 7 журналов. Почетный профессор Тернопольского государственного медицинского университета имени И. Я. Горбачевского

## Награды
Награждён орденами: Князя Ярослав мудрого V степени, «За заслуги» I, II,III степени, «Святого равноапостольного князя Владимира Великого» III степени, им. Николая Пирогова, «За мужество и милосердие», Преподобного Агапита Печерского I и ІІІ степени,10 медалями. Нейрохирург высшей категории. Отличник здравоохранения.

## Основные труды
- Атлас хірургічних операцій і маніпуляцій (1997).
- Нейрохирургическое лечение психических заболеваний (1997).
- Нейрохірургія (підручник) (1998).
- Повышение эффективности микрохирургических операций у больных с последствиями травм срединного и локтевого нервов области предплечья (1998).
- Хірургічне лікування ушкоджень плечового сплетення (2001).
- Нейрогенные стволовые клетки (2005).